# Playa de Figueras
La playa de Figueras, también llamada playa de San Román, está situada dentro de la ría del  Eo, en su margen derecha, próxima a la bocana de la ría y junto a la localidad española de Figueras en el concejo de Castropol. 

## Características
Es de configuración lineal, tiene una longitud de unos 290 m y una anchura media de 20 m. La arena es blanca y muy fina y su acceso es peatonal debiendo andar unos 500 m exentos de dificultad. La ocupación es media pero tiene un grado de urbanización alto .
Desde la playa se ve al sur el pueblo de Castropol, enfrente, hacia el oeste Ribadeo y al norte el Puente de los Santos. Sus aguas son tranquilas y el terreno desciende suavemente unos metros para bajar luego más rápidamente. Por esta razón, en la época estival, los veraneantes colapsan la playa frecuentemente. Los accesos en pleamar hay que pasar por detrás de los astilleros, caminar unos 300 m, bajar una cuesta que termina donde hay varios chalets pero hay que fijarse que a la derecha hay un camino con pavimento de hormigón que termina en escalera que accede a la playa. Durante la  bajamar el acceso es mucho más fácil ya que se puede ir andando por el borde del mar desde el muelle de Figueras. Los únicos servicios existentes son unas duchas pero es un lugar idóneo para relajarse.
Es «Zona Protegida» ya que está dentro de la «Reserva Natural Parcial del río Eo».